# A Vinha Encarnada
A Vinha Encarnada (Neerlandês: Die Rooi Wingerd) é um quadro do pintor holandês Vincent Van Gogh, concluído no início de novembro de 1888. Esta foi a única peça vendida pelo artista em vida.
O quadro foi adquirido em Bruxelas por 400 Francos, por Anna Boch. Van Gogh ficou sabendo do negócio por intermédio de seu irmão e mecenas Theo Van Gogh, em fevereiro de 1890.

## Procedência
A Vinha Encarnada foi exibida pela primeira vez na mostra de Les XX, em 1890, em Bruxelas e vendida por 400 Francos belgas (equivalente a cerca de 1 000-1 050 dólares estadunidenses atuais) para Anna Boch, uma pintora impressionista da Bélgica, membra do Les XX e colecionadora de arte; Anna era irmã de Eugène Boch, também pintor impressionista e amigo de Van Gogh, que havia pintado o retrato de Boch (Le Peintre aux Étoiles) em Arles, no outono de 1888.
Assim como o Terraço do Café à Noite, foi adquirida pelo colecionador russo Sergei Shchukin. Veio a ser nacionalizada pelos bolcheviques junto com o resto da coleção de Sergei, a qual, eventualmente, foi para o Museu Pushkin de Belas Artes em Moscou.